# Deep River (Ontario)
Deep River est une ville du comté de Renfrew en Ontario. 4 193 habitants furent dénombrés lors du recensement de 2011, soit une baisse de la population de 0,5 % par rapport au recensement de 2006. La ville est située sur le cours de la rivière des Outaouais, à environ 200 km au nord-ouest d'Ottawa. Le bassin de cette rivière atteint une profondeur de 123 m à ce niveau de son cours ; c'est ce qui donne son nom à la ville puisque « deep river » signifie « rivière profonde ».
La principale activité industrielle de la ville réside dans la recherche nucléaire autour des laboratoires nucléaires de Chalk River qui sont le deuxième employeur du comté de Renfrew.
Deep River est mentionnée dans deux films de David Lynch : Blue Velvet et Mulholland Drive.

## Démographie
| 2001  | 2006  | 2011  | 2016  |
| ----- | ----- | ----- | ----- |
| 4 135 | 4 216 | 4 193 | 4 109 |